# Bán có cấu trúc
Bán có cấu trúc là loại hình bán trả góp đặc biệt theo Mã doanh thu nội bộ. Trong bán hàng trả góp, người bán sẽ ngăn chặn việc ghi nhận doanh thu bán hàng của một doanh nghiệp hoặc bất động sản cho năm thuế mà trong đó tiền bán hàng có liên quan được nhận. Trong doanh số có cấu trúc, người bán có thể trả thuế thu nhập liên bang của Hoa Kỳ theo thời gian trong khi có quyền của người bán để nhận các khoản thanh toán được đảm bảo bởi người có trách nhiệm thay thế chất lượng tín dụng cao. Bên có nghĩa vụ này giả định nghĩa vụ thanh toán định kỳ của người mua. Giao dịch có thể được sắp xếp với số tiền nhỏ nhất là 100.000 đô la.
Trong bán hàng có cấu trúc, người mua trả tiền mặt trước thay vì thanh toán trong một khoảng thời gian dài, theo từng phần. Một số tiền mặt được sử dụng để xem xét cho một công ty chuyển nhượng bên thứ ba chấp nhận nghĩa vụ thanh toán.
Công ty chuyển nhượng sau đó mua một niên kim từ một công ty bảo hiểm nhân thọ có xếp hạng tài chính cao từ A. M. Best. Luật lệ và các tiền lệ hành chính hỗ trợ công nhận các điều khoản hợp đồng ban đầu sau khi thay thế các nghĩa vụ. Ngoài ra, việc xử lý giao dịch hợp lý sẽ giúp các bên tránh được các vấn đề về thu nhập coi như đã nhận và các vấn đề lợi ích kinh tế.
Sau khi Allstate Life ngừng hoạt động kinh doanh niên kim mới vào năm 2013, các cơ hội bán hàng có cấu trúc khác xuất hiện. Thay cho niên kim, các nghĩa vụ Ngân khố Hoa Kỳ được tổ chức trong một quỹ ủy thác (các quỹ định cư tài chính được tài trợ) được sử dụng để tài trợ cho các luồng tiền trong tương lai. Một số công ty sử dụng Chính sách Bảo hiểm Nhân thọ Key Man thay cho các niên kim, cung cấp bảo vệ bổ sung bồi thường tử vong cho người bán và khoản thanh toán tiếp tục lâu sau khi người bán qua đời. Sự sắp xếp này có thể thích hợp hơn khi người bán quan tâm đến việc chuyển giao tài sản cho người thụ hưởng sau khi chết. Chính sách nhân vật chủ yếu cũng có thể thanh toán nhiều hơn một niên kim trong một số trường hợp nhất định.
Trong khi thương lượng thanh toán trả góp, người bán được tự do thiết kế luồng thanh toán với tính linh hoạt cao. Mỗi khoản thanh toán trả góp cho người bán có ba thành phần: lãi cơ sở, tăng vốn và thu nhập bình thường kiếm được trên tiền trong niên kim. Theo học thuyết về biên nhận xây dựng, với việc bán tài liệu có cấu trúc đúng cách, không có sự kiện chịu thuế nào được ghi nhận cho đến khi thanh toán thực sự được nhận. Thuế cũng giống như khi người mua thực hiện thanh toán trả góp trực tiếp.
Doanh thu có cấu trúc là một thay thế cho một phần giao dịch 1031. Tuy nhiên, trong giao dịch 1031, người bán phải tiếp tục giữ một số loại tài sản. Doanh số bán hàng có cấu trúc hoạt động tốt cho những người bán muốn tạo luồng thu nhập liên tục mà không phải lo lắng về quản lý. Chủ sở hữu doanh nghiệp nghỉ hưu và giảm bớt quyền sở hữu nhà ở là ví dụ về những người bán hàng có thể hưởng lợi.
Việc bán có cấu trúc phải được ghi lại và tiền phải được xử lý theo cách mà người nhận cuối cùng không được coi là thu nhập coi như đã nhận được một cách tích cực khoản thanh toán trước thời điểm thực sự được thực hiện. Đối với người mua, không có sự khác biệt so với giao dịch tiền mặt và tiêu đề truyền thống, ngoại trừ các thủ tục giấy tờ bổ sung. Vì lợi thế về thuế đối với người bán, nên việc cơ cấu việc bán hàng có thể làm cho ưu đãi của người mua hấp dẫn hơn. Vì người mua đã thanh toán đầy đủ, người mua nhận được tiêu đề đầy đủ tại thời điểm chốt.
Không có phí trực tiếp nào cho người mua hoặc người bán để sử dụng chiến lược bán hàng có cấu trúc.
Giải pháp thay thế
Phương thức bán hàng được gọi là Bán trả góp và Bán hàng trả góp kiếm tiền, là các biến thể của bán có cấu trúc và được dự định để bảo vệ người bán hoàn toàn khỏi rủi ro liên quan đến độ tin cậy của người mua.
Có một số nhầm lẫn khi nói đến chủ đề Bán có cấu trúc và ký thác có cấu trúc. Ký thác có cấu trúc đã được giải thích một phần ở trên, ký thác có cấu trúc liên quan đến việc kiếm tiền từ việc ký thác có thể xảy ra từ một vụ kiện hoặc một thỏa thuận để cấu trúc giải quyết một hành động mà người hưởng lợi của hành động đó nhận được lợi ích trong một khoảng thời gian.
Chuyên gia ký thác có cấu trúc thực hiện giao dịch được thanh toán trực tiếp bởi công ty bảo hiểm nhân thọ viết niên kim, hoặc bởi nhà cung cấp dịch vụ cho các ký thác có cấu trúc vốn tài chính được tài trợ.
Tỷ lệ hoàn vốn nội bộ có thể so sánh với các công cụ nợ chất lượng cao dài hạn.
Quyết định 150850-07, ngày 2 tháng 6 năm 2008, xác nhận vị trí IRS người nộp thuế không tích lũy nhận khoản thanh toán cho mục đích thuế cho đến khi thanh toán tiền mặt thực tế được thực hiện theo nhiệm vụ không đủ điều kiện được soạn thảo đúng.